# Конюшина двозначна
Конюшина двозначна, конюшина мінлива (Trifolium ambiguum) — вид рослин з родини бобові (Fabaceae), поширений у пд.-сх. Європі й зх. Азії.

## Опис
Багаторічна рослина 10–40(50) см. Головки великі, 2.5–4 см завдовжки, щільні, спочатку напівкулясті, потім яйцеподібні; квітки білі, до кінця цвітіння рожевіють; листочки довгасті, загострені. Стебла голі, висхідні ± гіллясті. Насіння еліпсоїдне, асиметрично ниркоподібне, трохи плоскувате, 1–1.5 × 0.9–1.3 мм; поверхня гладка, тьмяна, від жовтувато- до темно-коричневої.

## Поширення
Поширений у пд.-сх. Європі — Румунія, Молдова, Україна, пд.-зх. Росія, та в зх. Азії — Вірменія, Азербайджан, Грузія, Іран, Ірак, Туреччина.
В Україні вид зростає на річкових, гірських і лісових луках, у пониженнях, балках, уздовж доріг, на вигонах — у пд. ч. Лісостепу, Степу та Криму; кормова рослина.

## Використання
T. ambiguum не культивується, але природні дикі популяції пасуться дикими та одомашненими видами тварин. Він має декілька видів використання, які представляли б комерційний інтерес. По-перше, як донор генів для T. repens, оскільки він стійкий до багатьох захворювань, а також має значну посухостійкість та зимостійкість. Вид також має економічне значення у бджільництві, а точніше виробництві меду, завдяки легкодоступному нектару, який має високий вміст цукру.

## Охорона
Вид, імовірно, пасивно зберігається у багатьох заповідних зонах у всьому його ареалі, але оскільки в цих місцях не ведеться активне відстеження виду, він може зазнавати втрат популяції з часом від таких факторів, як кліматичні зміни.